# Bilderbergconferentie 2006

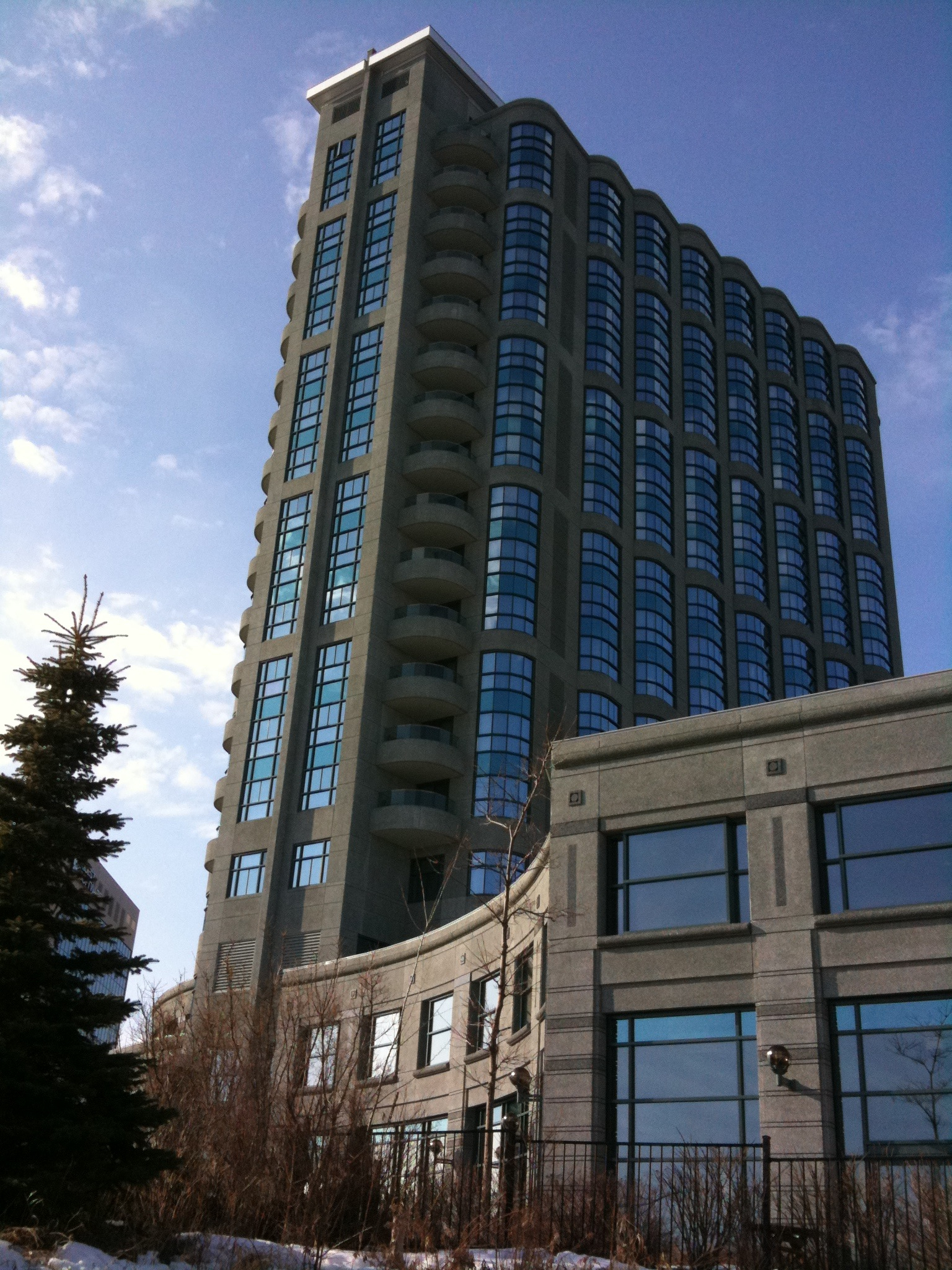
Het Brookstreet Hotel

De Bilderbergconferentie van 2006 werd gehouden van 8 t/m 11 juni 2006 in het Brookstreet Hotel in Kanata (Ottawa), Canada. Vermeld zijn de officiële agenda indien bekend, alsmede namen van deelnemers indien bekend. Achter de naam van de opgenomen deelnemers staat de hoofdfunctie die ze op het moment van uitnodiging uitoefenden.

## Agenda
- European-American relations (Europees Amerikaanse relatie)
- Energy (Energie)
- Russia (Rusland)
- Iran (Iran)
- The Middle East (het Midden-Oosten)
- Asia (Azië)
- Terrorism (Terrorisme)
- Immigration (Immigratie)

## Deelnemers
- Nederland - Koningin Beatrix, staatshoofd der Nederlanden
- België - Étienne Davignon (vicevoorzitter Suez-Tractebel)
- België - Pierre Goldschmidt (oud-Directeur-Generaal van IAEA en voormalig hoofd van het Department of Safeguards ; researcher aan het Carnegie Endowment for International Peace)
- Nederland - Victor Halberstadt (Professor in de Economie aan de Universiteit van Leiden)
- België - Jean-Pierre Hansen (Gedelegeerd bestuurder Suez-Tractebel)
- Nederland - Gerard Kleisterlee (Philips)
- Nederland - Neelie Kroes (Eurocommissaris van Mededinging)
- Nederland - Ed Kronenburg (Navo)
- België - Maurice Lippens (voorzitter Fortis)
- Nederland - Maxime Verhagen (fractievoorzitter CDA)
- Nederland - Nout Wellink (De Nederlandsche Bank)

1954 ·
1955 (1) ·
1955 (2) ·
1956 ·
1957 (1) ·
1957 (2) ·
1958 ·
1959 ·
1960 ·
1961 ·
1962 ·
1963 ·
1964 ·
1965 ·
1966 ·
1967 ·
1968 ·
1969 ·
1970 ·
1971 ·
1972 ·
1973 ·
1974 ·
1975 ·
(1976) ·
1977 ·
1978 ·
1979 ·
1980 ·
1981 ·
1982 ·
1983 ·
1984 ·
1985 ·
1986 ·
1987 ·
1988 ·
1989 ·
1990 ·
1991 ·
1992 ·
1993 ·
1994 ·
1995 ·
1996 ·
1997 ·
1998 ·
1999 ·
2000 ·
2001 ·
2002 ·
2003 ·
2004 ·
2005 ·
2006 ·
2007 ·
2008 ·
2009 ·
2010 ·
2011 ·
2012 ·
2013 ·
2014 ·
2015 ·
2016 ·
2017 ·
2018 ·
2019 ·
2020 ·
2021 ·
2022 ·
2023